# La Serenissima (album)
La Serenissima è il secondo album dei Rondò Veneziano pubblicato il 27 ottobre 1981 dalla Baby Records.

## Descrizione
Le musiche sono composte da Gian Piero Reverberi e da Laura Giordano, e sono arrangiate e dirette dallo stesso Gian Piero Reverberi.
L'album è stato registrato ai Varirecording Studios e al Queen Studios di Milano, mixato al Queen Studios e al Country Lane Studios da Plinio Chiesa, Harry Thumann, Michele Muti e Gian Piero Reverberi. La copertina è di Guido Parmigiani. Le animazioni del video musicale sono state realizzate da Guido Manuli.
Specialmente noto al grande pubblico è il brano Sinfonia per un addio, il cui intermezzo è la sigla del programma di approfondimento Speciale TG1.

Nel Regno Unito è stato pubblicato dalla Fanfare Records nel 1983, con il titolo Venice in Peril e una nuova copertina disegnata dal fumettista Angus McKie. Sul retro copertina è presente la seguente frase di presentazione:
«Imagine a distant future where man might have neglected one of the most beautiful cities in the world - Venice. Italian classical music but with a difference, has remained as an only reminder of the magic and romance of its ancient splendours. What could happen to Venice is the story of Rondò Veneziano.»
L'edizione australiana ha il titolo Venice in Peril, ma la copertina dell'album Venezia 2000.

## Tracce
Lato A
1. La Serenissima – 2:18 (musica: Gian Piero Reverberi, Laura Giordano)
2. Rialto – 3:01 (musica: Gian Piero Reverberi, Laura Giordano)
3. Canal grande – 2:58 (musica: Gian Piero Reverberi, Laura Giordano)
4. Aria di festa – 2:57 (musica: Gian Piero Reverberi, Laura Giordano)
5. Sinfonia per un addio – 5:41 (musica: Gian Piero Reverberi, Laura Giordano)

Durata totale: 16:55
Lato B
1. Arlecchino – 3:07 (musica: Gian Piero Reverberi, Laura Giordano)
2. Regata dei dogi – 2:55 (musica: Gian Piero Reverberi, Laura Giordano)
3. Notturno in gondola – 4:32 (musica: Gian Piero Reverberi, Laura Giordano)
4. Capriccio veneziano – 3:47 (musica: Gian Piero Reverberi, Laura Giordano)
5. Magico incontro – 3:03 (musica: Gian Piero Reverberi, Laura Giordano)

Durata totale: 17:24

## Le composizioni

### La Serenissima
Presto in re minore - Televis Edizioni Musicali e Reverberi Edizioni Musicali

### Rialto
Allegro in re minore - Televis Edizioni Musicali e Reverberi Edizioni Musicali

### Canal Grande
Andante in sol maggiore - Televis Edizioni Musicali e Reverberi Edizioni Musicali

### Aria di festa
Allegro in fa maggiore - Televis Edizioni Musicali e Reverberi Edizioni Musicali

### Sinfonia per un addio
Adagio - Allegro - Adagio in si minore - Televis Edizioni Musicali e Reverberi Edizioni Musicali

### Arlecchino
Lento - Allegro in do maggiore - Televis Edizioni Musicali e Reverberi Edizioni Musicali

### Regata dei dogi
Allegro in mi maggiore - Televis Edizioni Musicali ed Abramo Allione Edizioni Musicali

### Notturno in gondola
Molto lento in re maggiore - Televis Edizioni Musicali e Reverberi Edizioni Musicali

### Capriccio veneziano
Allegro in sol maggiore - Televis Edizioni Musicali e Reverberi Edizioni Musicali

### Magico incontro
Lento - Allegro in fa diesis minore - Televis Edizioni Musicali e Reverberi Edizioni Musicali

## Classifiche
| Paese     | Posizione raggiunta |
| --------- | ------------------- |
| Australia | 37                  |
| Francia   | 17                  |
| Italia    | 8                   |

## Cover
- Nel 2009 la prima traccia dell'album, La Serenissima, è stata remixata con la voce soul di CeCe Rogers e prodotta dal dj veneziano Tommy Vee, ricavandone un discreto successo con il singolo Stay.
- Nel 2010 anche il gruppo musicale Mastercastle ha rivisitato La Serenissima, ma in chiave rock. Il brano è stato pubblicato nel loro disco Last Desire[3].
- Nel 2020 La Serenissima è stato rivisitato dal disc jockey e produttore discografico Prevale che ne ha creato un EP contenente quattro versioni, in Extended e Radio Mix: La Serenissima (Prevaloso Pure Movement), La Serenissima (Prevaloso Progress Movement), La Serenissima (Prevaloso Tanzen Movement), La Serenissima (Prevaloso Violent Movement).[4] L'album è stato pubblicato in tutti i principali digital store da Plast Records.